# Sparasion cellulare
Sparasion cellulare är en stekelart som beskrevs av Embrik Strand 1913. Sparasion cellulare ingår i släktet Sparasion och familjen Scelionidae. Inga underarter finns listade i Catalogue of Life.